# 托雷夸德拉达德莫利纳
托雷夸德拉达德莫利纳，是西班牙卡斯蒂利亚-拉曼恰瓜达拉哈拉省的一个市镇。总面积36平方公里，总人口17人（2001年），人口密度0人/平方公里。